# Julio Sacroviro
Julio Sacroviro (en latín: Julius Sacrovir) fue un noble heduo y ciudadano romano que murió cerca de Augustodunum (actual Autun, en Francia) en el año 21 d. C. Acompañado por el trévero Julio Floro, en el siglo I lideró una revuelta gala conocida como la revuelta de Sacroviro. Tras sublevar su región natal a causa de disputas fiscales con las autoridades romanas, varias legiones de la Germania acudieron para reprimir la revuelta y restablecer el orden. Derrotado en batalla, Julio Sacroviro huyó a los alrededores de Autun y acabó con su vida en una de sus villas.

## Familia
Julio Sacroviro procedía de la ciudad de Augustodunum (Autun) o de sus alrededores. Era un aristócrata heduo cuya familia había obtenido la ciudadanía romana por sus servicios al Imperio.

## Biografía
En el año 21 d. C. se sublevó, junto con el trévero Julio Floro, contra el emperador romano Tiberio. Según parece, la revuelta de Sacroviro obedeció en un primer momento a razones fiscales, ya que las familias de la región se negaban a pagar tributos después de haber estado exentas durante varios años.
Sacroviro tomó la ciudad de Augustodunum y consiguió reunir una tropa numerosa (40.000 hombres según Tácito) y bien armada, en la que incorporó, por un lado, gladiadores con pesadas armaduras y, por otro, jóvenes estudiantes de la aristocracia gala que tomó como rehenes. Las autoridades romanas reaccionaron y sofocaron rápidamente la rebelión. Las tropas de los dos jefes galos fueron aplastadas por las legiones de Cayo Silio, legado de la Germania Superior en un lugar desconocido cerca de Autun (posiblemente la llanura de Épinac y la meseta de Thury).
Sacroviro se vio obligado a huir con su grupo de fieles y se escondió en una vivienda aislada en el campo, cerca de Autun (tal vez en Cordesse, donde poseía una villa). Se suicidó clavándose un puñal. Sus compañeros hicieron lo mismo inmediatamente después de prender fuego a la vivienda, que utilizaron como pira.